# 克勞德蘭 (喬治亞州)
克勞德蘭（英語：Cloudland）是位於美國喬治亞州查圖加縣的一個非建制地區。該地的面積和人口皆未知。

## 地理
克勞德蘭的座標為34°30′57″N 85°29′40″W / 34.51583°N 85.49444°W，而該地的平均海拔高度為480米（即1575英尺）。